# Modelo OMC
O modelo OMC (Obter, Manter, Crescer) é um método utilizado por companhias startups para iniciar, melhorar e gerenciar o relacionamento da empresa com os seus clientes.
Relacionamento com os clientes é realmente sobre como obter clientes para uma empresa, como manter os clientes que foram obtidos, e como crescer os clientes em número e/ou como crescer o faturamento de uma empresa em cima dos seus atuais clientes. O modelo OMC é um processo genérico no qual existem diferentes variações para cada tipo de startup, pois para cada negócio tal modelo vai receber algumas adaptações a depender da necessidade da empresa.
O Modelo OMC possui duas vertentes principais de aplicabilidade, sendo uma para quando a empresa oferece de fato um produto físico ou mercadoria, e uma outra vertente para quando a empresa oferece um serviço online e/ou produto online, por exemplo, um site. Como o modelo OMC em si é um processo generalizado, descreve-se abaixo as fases desse processo com um nível de abstração onde não se considera a natureza do produto.

## Descrição das fases
O modelo OMC pode ser compreendido como um funil de dois lados.
O lado esquerdo do funil representa a primeira fase do modelo que é onde serão utilizadas técnicas para se obter novos clientes para a empresa.
A parte central é onde serão utilizadas técnicas para se manter os clientes previamente obtidos, essa fase é muito importante pois a aquisição de novos clientes para uma empresa pode ser um processo extremamente caro, como pode-se constatar em custo de aquisição de clientes.
O lado direito do funil, onde ele se abre novamente, representa a fase relacionada ao crescer donde são utilizadas técnicas para fazer os clientes comprarem mais produtos da empresa e/ou outras técnicas de crescimento de lucro da companhia.

### Obter
Para uma maior eficácia na fase de obtenção de novos clientes, é de extrema importância que se tenha definido o público alvo que melhor se adequa ao produto oferecido pela empresa.
Exemplos de atividades pagas que podem alimentar o funil de criação de demanda: contratação de uma agência de relações públicas, outra atividade remunerada comum é a publicidade, o tipo de publicidade depende do que a personalidade do cliente lê, se ler um blog, então prefere-se alguma forma de obter melhores palavras-chave ou anúncios no blog; caso ler jornais, revistas de tecnologia, ou ouvir rádio ou televisão, o tipo da publicidade será direcionada para a personalidade do público alvo. Um outro exemplo de como obter clientes pode ser em feiras, pois algumas indústrias as pessoas ainda vão fisicamente para feiras, onde conhecem pessoas e novos produtos. Outro exemplo seria um webinar, ou também enviar por e-mail ou mala direta. Mais e mais pessoas estão na web, logo é recomendado utilizar o marketing dos motores de busca. Independentemente de se tratar de um canal físico ou um canal virtual, todas essas atividades são projetadas para alimentar o modelo de vendas. O funil de criação de demanda vai ser alimentado por essas atividades supracitadas.
É importante ter em mente que na fase de obtenção de novos clientes é preciso fazer com que os clientes gostem do produto/empresa, pois não basta somente atrair novos clientes para utilizar o produto/serviço oferecido pela empresa apenas uma vez, o ideal é que além de utilizarem pela primeira vez, que os clientes gostem do produto/serviço e queiram mais; isto torna possível o início de um laço viral onde os próprios clientes vão contando aos amigos sobre a empresa/produto/serviço e o propaganda é feita de maneira gratuita pelos próprios clientes.

### Manter
Em primeiro lugar deve-se ter em mente que o custo de se manter um cliente é mais baixo que o custo de obter um novo, portanto essa fase do modelo é tão importante quanto as outras. Um bom exemplo de uma atividade que pode ser desempenhada nessa fase do modelo OMC é que a empresa pode desenvolver um programa de fidelidade para uma linha de seus produtos e/ou serviços, esse tipo de programa de fidelidade existe por exemplo em companhias aéreas. Outro bom exemplo de uma atividade que faz parte dessa fase do modelo é a atualização de produtos, pois é uma maneira de manter o cliente fiel, visto que, ao invés de apenas comprar de uma só vez, o cliente recebe essas atualizações ou boletins informativos ou algo de útil, e isto se dá através de toda a vida útil do produto. Além disso é muito recomendável nessa fase do modelo que a empresa tenha ativo um bom serviço de atendimento ao consumidor para levar em consideração todas as possíveis queixas acerca dos produtos/serviços providos, pois a satisfação do cliente deve estar em primeiro lugar.

### Crescer
Nessa fase o modelo endereça o problema de como crescer em número de clientes e também como crescer o lucro gerado por um cliente. Percebe-se que é mais barato tentar vender mais para os atuais clientes, ao invés de adquirir novos clientes. Alguns exemplos de práticas comumente adotadas por startups para crescer o faturamento da empresa.
Uma atividade realizada é conhecida como Un-bundle, ou seja, é feito um de agrupamento onde o produto vendido é, se possível, separado em partes, e a partir daí pode-se vender cada parte separadamente, obtendo-se assim mais lucro.
Uma outra atividade realizada é conhecida como Up-sell, ou seja, essa atividade refere-se a quando é criada uma linha do mesmo produto, porém, com qualidade e preços diferentes; por exemplo, se uma startup trabalha vendendo um novo tipo de caneta e adota-se três classes da caneta (caneta funcional/nível bronze, caneta boa/nível prata e caneta melhor/nível ouro) então o cliente vai ter mais opções de compra e a empresa vai ter um crescimento nas vendas.
Outro exemplo de atividade é conhecido como Cross-sell, ou seja, é quando a empresa oferece um produto e anuncia "Na compra deste produto, você terá 25% de desconto para comprar junto esse belo acessório.", dessa forma o consumidor ao invés de comprar apenas um produto, tende a comprar também o acessório que será vendido juntamente com desconto.
Uma outra atividade é a indicação, esta indicação ao ser feita por um cliente pode recompensar o cliente com algum desconto, ou algum brinde. No caso de um cliente antigo indicar um novo cliente, então a empresa estará economizando o custo de aquisição de cliente.